# 56. Grammy-gála
Az 56. Grammy-gála megrendezésére 2014. január 26-án került sor a Los Angeles-i Staples Centerben. A műsort a CBS tévécsatorna közvetítette helyi idő szerint este nyolc órakor. A showt összesen 28,5 millió néző követte nyomon.

## Díjazottak és jelöltek
A nyertesek és a jelöltek kategóriánként:

### Általános
Az év felvétele
- "Get Lucky" – Daft Punk, Pharrell Williams és Nile Rodgers
- "Radioactive" – Imagine Dragons
- "Royals" – Lorde
- "Locked Out of Heaven" – Bruno Mars
- "Blurred Lines" – Robin Thicke, T.I. és Pharrell Williams

Az év albuma
- Random Access Memories – Daft Punk
- The Blessed Unrest – Sara Bareilles
- good kid, m.A.A.d city – Kendrick Lamar
- Red – Taylor Swift
- The Heist – Macklemore és Ryan Lewis

Az év dala
- "Royals" – Lorde
- "Just Give Me a Reason" – Pink
- "Locked Out of Heaven" – Bruno Mars
- "Roar" – Katy Perry
- "Same Love" – Macklemore, Ryan Lewis, Mary Lambert

Legjobb új előadó
- Macklemore & Ryan Lewis
- James Blake
- Kendrick Lamar
- Kacey Musgraves
- Ed Sheeran

## Fellépők
| Előadó(k)                                                                                   | Dal(ok) |
| ------------------------------------------------------------------------------------------- | --- |
| Beyoncé Jay-Z                                                                               | "Drunk in Love"                                                                                                 |
| Lorde                                                                                       | "Royals" |
| Hunter Hayes                                                                                | "Invisible" |
| Katy Perry Juicy J                                                                          | "Dark Horse" |
| Robin Thicke Chicago                                                                        | "Does Anybody Really Know What Time It Is?" Beginnings" Saturday in the Park" Blurred Lines"                    |
| Keith Urban Gary Clark, Jr.                                                                 | "Cop Car" |
| John Legend                                                                                 | "All of Me" |
| Taylor Swift                                                                                | "All Too Well"                                                                                                  |
| Pink Nate Ruess                                                                             | "Try" Just Give Me a Reason"                                                                                    |
| Ringo Starr                                                                                 | "Photograph" |
| Kendrick Lamar Imagine Dragons                                                              | "m.A.A.d city" Radioactive"                                                                                     |
| Kacey Musgraves                                                                             | "Follow Your Arrow"                                                                                             |
| Ringo Starr Paul McCartney                                                                  | "Queenie Eye"                                                                                                   |
| Merle Haggard Kris Kristofferson Willie Nelson Blake Shelton                                | "Highwayman" Okie from Muskogee" Mammas Don't Let Your Babies Grow Up to Be Cowboys"                            |
| Daft Punk Nile Rodgers Stevie Wonder Pharrell Williams                                      | "Get Lucky" Harder, Better, Faster, Stronger" Lose Yourself to Dance" Le Freak" Another Star" Around the World" |
| Sara Bareilles Carole King                                                                  | "Beautiful" Brave"                                                                                              |
| Metallica Lang Lang                                                                         | "One" |
| Macklemore & Ryan Lewis Mary Lambert Madonna Queen Latifah Trombone Shorty & Orleans Avenue | "Same Love" Open Your Heart"                                                                                    |
| Tribute to Phil Everly Billie Joe Armstrong Miranda Lambert                                 | "When Will I Be Loved"                                                                                          |
| Nine Inch Nails Queens of the Stone Age Dave Grohl Lindsey Buckingham                       | "Copy of A" My God Is the Sun"                                                                                  |